# Tanzimat
Tanzimat (Turco ottomano: تنظيمات, Tanzimât) indica il complesso delle riforme avviato nel XIX secolo nell'Impero ottomano.
Fu un periodo di riorganizzazione che cominciò nel 1839 e terminò nel 1876, con il fine di modernizzare l'Impero, contrastare gli obiettivi indipendentisti delle diverse etnie che lo componevano, combatterne il lento declino internazionale. Le riforme incoraggiarono quindi l'"ottomanismo" (ispirato a Montesquieu e nato come movimento organizzato nel 1865), sforzandosi di integrare i non-musulmani e i non-turchi nella società ottomana, tutelando i loro diritti mediante l'applicazione del principio europeo di uguaglianza di fronte alla legge. Più in generale, esse introdussero nell'Impero le conquiste europee nel campo delle tecnologie e delle scienze umane.

## Riforme
Le Tanzimat furono frutto di sultani riformatori come Mahmud II (1808-1839), Abdul Mejid I (1839-1861) e Abdülaziz (1861-1876), nonché di alti funzionari (Pascià) formatisi in Europa come Mehmed Husrev Pascià, Mustafa Reshid Pascià, Mehmet Emin Ali Pascià, Mehmet Fuad Pascià, Ahmed Cevdet Pascià e Ahmed Midhat Pascià.
Le Tanzimat cominciarono sotto il sultano Mahmud II, che eliminò il corpo dei giannizzeri nel 1826 (v. Incidente di buon auspicio), prefigurò le riforme in una dichiarazione ufficiale del 1830, regolamentò la esazione delle imposte su base semestrale nel 1834, rendendo illegale ogni altra pretesa di denaro da parte di funzionari imperiali, e avviò le prime riforme fondiarie.
Il 3 novembre 1839, il sultano Abdul Mejid I emanò una legge organica per il governo dell'Impero, nota come Hatt-ı Şerif di Gülhane (la "casa delle rose" imperiale di Istanbul dove fu firmata) o come Tanzimat Fermanı. In questo documento, preparato sotto il sultano precedente, il nuovo sultano esprimeva il suo desiderio di "portare i benefici di una buona amministrazione alle province dell'Impero Ottomano attraverso nuove istituzioni", tra cui le principali sarebbero state:
- garanzie ai sudditi ottomani di sicurezza per le loro vite, onore, proprietà
- introduzione delle prime banconote ottomane (1840)
- riorganizzazione dell'esercito e istituzione di un metodo regolare di reclutamento, mobilitazione e fissazione della durata del servizio militare di leva obbligatoria e della sua durata (1843–44)
- adozione di un inno nazionale ottomano e di una bandiera nazionale ottomana (1844)
- riorganizzazione del sistema finanziario sul modello francese
- riorganizzazione del codice civile e del codice penale sul modello napoleonico (1856), a partire dalla pubblicità dei processi (1839) (cosiddetta Mejelle)
- costituzione del Meclis−i Maarif−i Umumiye (1845), il prototipo del primo Parlamento Ottomano (1876)
- istituzione di un consiglio dell'istruzione pubblica (1846) e uguale diritto all'istruzione pubblica o comunitaria (1856)
- fondazione delle prime università e accademie moderne (1848)
- abolizione della imposta di capitazione sui non−musulmani e della ferma (esattoria privata) (1834), e sua sostituzione con un metodo regolare di istituzione, determinazione e raccolta delle imposte (1856)
- autorizzazione ai non−musulmani a divenire soldati e funzionari pubblici (1856)
- innovazioni nelle pratiche dell'amministrazione pubblica e dei commerci
- costruzione delle ferrovie e in generale responsabilità dello stato per le vie di comunicazione, mediante un codice delle opere pubbliche (1856)
- sostituzione delle corporazioni artigiane con fabbriche imprenditoriali
- istituzione della prima Borsa a Istanbul[1] (1866)

Vi furono anche molti cambiamenti simbolici, come l'istituzione di uniformi, che avevano l'obiettivo di mutare il modo di pensare del ceto amministrativo dell'impero; ad esse si accompagnarono sforzi sistematici di sradicare la corruzione. Anche la società civile fu interessata da mutamenti simbolici (p.es. sostituzione del turbante con il fez): furono incoraggiati l'abbigliamento e lo stile di vita moderni, nonché le arti e l'architettura europee.
L'editto del 1839 fu seguito dal Hatt-ı Hümayun del 18 febbraio 1856, in cui Abdul Mejid promise la piena uguaglianza legale ai cittadini di qualsivoglia fede religiosa e la piena libertà religiosa a tutti, e dalla Legge sulla Nazionalità promulgata da Abdülaziz nel 1869, che creò una comune cittadinanza ottomana indipendente dalle divisioni etniche o religiose, superando definitivamente il sistema del millet.
Infine, il 23 novembre 1876 le riforme furono ricapitolate e ancorate nel quadro della Costituzione ottomana (Kanûn-ı Esâsî), preparata sotto Abdülaziz, che limitava i poteri autocratici del sultano (allora Abdul-Hamid II) e istituiva un Parlamento bicamerale, con una camera elettiva. Iniziava così la Prima era costituzionale dell'Impero Ottomano (23 novembre 1876 - 13 febbraio 1878), rapidamente terminata dall'autocratico Abdul-Hamid.

## Effetti
Le modificazioni comportate dalle Tanzimat ebbero effetti considerevoli, anche se, come del resto nell'Impero austro-ungarico, non riuscirono a disarmare il nazionalismo del primo XX secolo, non solo di arabi, curdi, armeni, greci e slavi, ma degli stessi turchi.
Fra i giovani istruiti nelle scuole create durante le Tanzimat si contano il gruppo dei Giovani Turchi (nato nel 1889), Mustafa Kemal Atatürk e altri pensatori e dirigenti della futura Repubblica turca e di molti altri stati sorti su terre già ottomane nei Balcani, nel Vicino Oriente e nel Nord Africa. Anche la nahda araba (vero e proprio movimento riformistico arabo) fu una reazione alle Tanzimat, nell'intento di dare un assetto nuovo all'identità araba, non solo musulmana.
In particolare, le riforme fondiarie consentirono a ebrei russi ed europei di acquistare terre in Palestina, consentendone l'immigrazione (Aliyah) e quindi l'inizio del Sionismo.